# Ахатиниды
Ахатини́ды (лат. Achatinidae) — семейство брюхоногих моллюсков из отряда стебельчатоглазых, представители которого являются наиболее крупными среди наземных улиток. Распространены в Африке южнее Сахары, на островах Сан-Томе и Принсипи, 1 род на острове Мадагаскар.
Раковина удлинённая, конической формы, длиной от 1,8 до 21 см, часто ярко окрашена. Наиболее известна гигантская ахатина (Lissachatina fulica) из Восточной Африки, которая с конца XVII века с помощью человека широко расселилась в тропической и, частично, в субтропической зонах земного шара. Улитки ведут преимущественно ночной образ жизни; они отличаются прожорливостью и могут нанести вред сельскохозяйственным культурам, в частности посевам сахарного тростника. Часто улиток содержат в подогреваемом аквариуме или террариуме в качестве домашних животных.

## Роды
Семейство включает следующие роды:
- Подсемейство Achatininae Swainson, 1840
  - Триба Achatinini Swainson, 1840
    - Achatina Lamarck, 1799 — типовой род семейства Achatinidae
    - Archachatina Albers, 1850[5]
    - Atopocochlis Crosse & P. Fischer, 1888
    - Bequaertina Mead, 1994
    - Brownisca Mead, 2004
    - Bruggenina Mead, 2004[6]
    - Burtoa Bourguignat, 1889
    - Cochlitoma Férussac, 1821
    - Leptocalina Bequaert, 1950
    - Leptocallista Pilsbry, 1904
    - Lignus Gray, 1834
    - Lissachatina Bequaert, 1950
    - Metachatina Pilsbry, 1904
    - Pseudachatina Albers, 1850

  - Триба Callistoplepini Mead, 1994
    - Callistoplepa Ancey, 1888
    - Leptocala Ancey, 1888

  - Триба Limicolariini Schileyko, 1999
    - Columna Perry, 1811
    - Limicolaria Schumacher, 1817
    - Limicolariopsis d’Ailly, 1910
- Подсемейство Coeliaxinae Pilsbry, 1907
  - Balfouria Crosse, 1884
  - Coeliaxis H. Adams & Angas, 1865
  - Ischnocion Pilsbry, 1907
  - Nannobeliscus Weyrauch, 1967
  - Neosubulina Smith, 1898
  - Riebeckia Martens, 1883
- Подсемейство Cryptelasminae Germain, 1916
  - Cryptelasmus Pilsbry, 1907
  - Thomea Girard, 1893
- Подсемейство Glessulinae Godwin-Austin, 1920
  - Glessula Martens, 1860
- Подсемейство Opeatinae Thiele, 1931
  - Eremopeas Pilsbry, 1906
  - Opeas Albers, 1850
- Подсемейство Petriolinae Schileyko, 1999
  - Aporachis D. T. Holyoak, 2020
  - Bocageia Girard, 1893
  - Ceras Dupuis & Putzeys, 1901
  - Chilonopsis Fischer de Waldheim, 1848
  - Cleostyla Dall, 1896
  - Comoropeas Pilsbry, 1906
  - Dictyoglessula Pilsbry, 1919
  - Homorus Albers, 1850
  - Ischnoglessula Pilsbry, 1919
  - Itiopiana Preston, 1910
  - Kempioconcha Preston, 1913
  - Liobocageia Pilsbry, 1919
  - Mabilliella Ancey, 1886
  - Nothapalinus Connolly, 1923
  - Nothapalus Martens, 1897
  - Oleata Ortiz de Zarate, 1959
  - Oreohomorus Pilsbry, 1919
  - Petriola Dall, 1905
  - Subuliniscus Pilsbry, 1919
  - Subulona Martens, 1889
- Подсемейство Pyrgininae Germain, 1916
  - Pseudobalea Shuttleworth, 1854
  - Pyrgina Greef, 1882
- Подсемейство Rishetiinae Schileyko, 1999
  - Bacillum Theobald, 1840
  - Eutomopeas Pilsbry, 1946
  - Rishetia Godwin-Austen, 1920
  - Tortaxis Pilsbry, 1906
- Подсемейство Rumininae Wenz, 1923
  - Krapfiella Preston, 1911
  - Lubricetta Haas, 1928
  - Namibiella Zilch, 1954
  - Rumina Risso, 1826
  - Xerocerastus Kobelt & Möllendorff, 1902
- Подсемейство Stenogyrinae P. Fischer & Crosse, 1877
  - Chryserpes Pilsbry, 1906
  - Cupulella Aguayo & Jaume, 1948
  - Dolicholestes Pilsbry, 1906
  - Lyobasis Pilsbry, 1903
  - Neobeliscus Pilsbry, 1896
  - Obeliscus Beck, 1837
  - Ochroderma Ancey, 1885
  - Ochrodermatina Thiele, 1931
  - Ochrodermella Pilsbry, 1907
  - Plicaxis Sykes, 1903
  - Promoussonius Pilsbry, 1906
  - Protobeliscus Pilsbry, 1906
  - Rhodea H. Adams & A. Adams, 1855
  - Stenogyra Shuttleworth, 1854
  - Synapterpes Pilsbry, 1896
  - Zoniferella Pilsbry, 1906
- Подсемейство Subulininae P. Fischer & Crosse, 1877
  - Allopeas H. B. Baker, 1935
  - Beckianum H. B. Baker, 1961
  - Curvella Chaper, 1885
  - Dysopeas H. B. Baker, 1927
  - Euonyma Melvill & Ponsonby, 1896
  - Fortuna Schlickum & Strauch, 1972
  - Hypolysia Melvill & Ponsonby, 1901
  - Lamellaxis Strebel & Pfeffer, 1882
  - Lavajatus Simone, 2018
  - Leptinaria Beck, 1837
  - Leptopeas H. B. Baker, 1927
  - Micropeas Connolly, 1923
  - Neoglessula Pilsbry, 1909
  - Paropeas Pilsbry, 1906
  - Pelatrinia Pilsbry, 1907
  - Prosopeas Mörch, 1876
  - Pseudoglessula Boettger, 1892
  - Pseudopeas Putzeys, 1899
  - Striosubulina Thiele, 1933
  - Subulina Beck, 1837
  - Vegrandinia Salvador, Cunha & Simone, 2013
  - Zootecus Westerlund, 1887
- Подсемейство Thyrophorellinae Girard, 1895
  - Thyrophorella Greeff, 1882